# Francesca Pace
Francesca Pace (* 5. August 2005) ist eine italienische Tennisspielerin.

## Karriere
Pace begann mit sieben Jahren das Tennisspielen und bevorzugt Hartplätze. Sie spielt vorrangig vor allem auf Turnieren der ITF Women’s World Tennis Tour, wo sie bislang zwei Titel im Doppel gewann.
Ihr erstes Turnier der WTA Tour spielte sie 2022 bei den Parma Ladies Open. Sie erhielt eine Wildcard für die Qualifikation zum Dameneinzel und mit Partnerin Federica Urgesi für das Hauptfeld im Damendoppel.

## Turniersiege

### Doppel
| Nr. | Datum            | Turnier | Kategorie | Belag | Partnerin             | Finalgegnerin                   | Ergebnis |
| --- | ---------------- | ------- | --------- | ----- | --------------------- | ------------------------------- | -------- |
| 1.  | 2. Dezember 2023 | Antalya | ITF W15   | Sand  | Aya El Aouni          | Mayuka Aikawa Haine Ogata       | 6:0, 6:4 |
| 2.  | 14. Juni 2024    | Madrid  | ITF W15   | Sand  | María Herazo González | Diletta Cherubini Carolina Kuhl | 6:3, 7:5 |